# Young Lochinvar
Young Lochinvar er en britisk stumfilm fra 1923 af W. P. Kellino.

## Medvirkende
- Owen Nares som Lochinvar
- Gladys Jennings som Ellen Graeme
- Dick Webb som Musgrave
- Cecil Morton York som Johnstone
- Charles Barratt som Alick Johnstone
- Bertie Wright som Brookie
- Lionel Braham som Jamie the Ox
- Dorothy Harris som Cecilia Johnstone
- J. Nelson Ramsay som Graeme